# Richard Ratsimandrava
Richard Ratsimandrava (21. marts 1931 – 11. februar 1975) var en madagaskisk militærofficier og politiker, der i seks dage i 1975 var præsident i Madagaskar.
Han blev indenrigsminister i 1972 i general Gabriel Ramanantsoas regering, men overtog magten ved et militærkup den 5. februar 1975, hvor Ratsimandrava blev indsat som præsident.
Seks dage efter at have overtaget præsidentposten blev Ratsimandrava dræbt, da han kørte fra sit hjem til præsidentpaladset. Militærjuntaen oplyste, at Ratsimandrava var blevet dræbt de republikanske sikkerhedsstyrker, der var loyale overfor det tidligere regime. Drabet udløste borgerkrigslignende tilstande i landet.